# Roger Cuzol
Roger Cuzol, né le 18 août 1916 à Clermont-Ferrand et mort le 19 février 1962, est un athlète français, spécialiste du 3 000 mètres steeple.
Il termine 9e de sa série du 3 000 mètres steeple aux Jeux olympiques d'été de 1936 à Berlin et termine 5e de la finale des Championnats d'Europe d'athlétisme 1938.
Il est sacré champion de France du 3 000 mètres steeple en 1936, en 1937 et en 1939 ; il est vice-champion de France en 1938.